# Тирозиназа
Тирозиназа (монофенольная монооксигеназа, англ. monophenol monooxygenase) — медьсодержащий фермент, катализирующий окисление фенолов (например, тирозина). Широко распространена у многих живых существ. Тирозиназа катализирует синтез меланина и других пигментов из их предшественника тирозина. Присутствием тирозиназы объясняется почернение на воздухе разрезанного или начищенного картофеля.
Одна из мутаций тирозиназы человека нарушает процесс синтеза меланина и приводит к альбинизму глаз и кожи типа I (тирозиназ-отрицательный альбинизм). Эта мутация присутствует у одного из 17 000 человек.

## Структура
Тирозиназы встречаются у представителей всех царств живой природы — растений, животных и грибов. Тирозиназы у различных видов различаются по структуре, молекулярной массе и свойствам. Тем не менее, для всех тирозиназ характерно одинаковое строение активного центра. Он представляет собой два катиона меди, каждый из которых ориентирован с помощью трёх гистидиновых остатков. Активный центр этого фермента очень похож на активный центр гемоцианина как по структуре, так и по свойствам. Эти два фермента, по-видимому, имеют общее происхождение. Активный центр тирозиназы способен захватывать одну молекулу кислорода, которая затем используется для окисления субстрата.
Тирозиназа человека представляет собой трансмембранный белок, расположенный в мембранах меланоцитов. Большая часть молекулы тирозиназы, включая её активный центр, находится внутри меланосомы, и лишь небольшая часть расположена вне меланосомы, в цитоплазме меланоцита.